# Телешевичи
Телеше́вичи (бел. Целяшэ́вічы) — деревня в составе Боровского сельсовета Дзержинского района Минской области Беларуси. Деревня расположена в 18 километрах от Дзержинска, 56 километрах от Минска и 22 километрах от железнодорожной станции Койданово.

## География
Деревня Телешевичи расположены между лесным массивом и сельскохозяйственными землями, на побережье реки Перекуль. В 5-и километрах на запад от деревни расположен агрогородок Рубежевичи, в 4-х километрах восточнее — деревня Великое Село, через деревню проходит автомобильная дорога Н8392.

## История
Известна со 2-й половины XVI века, в составе Койдановского графства Минского повета Великого княжества Литовского, собственность Радзивиллов. В 1588 году — село, насчитывается 44 дыма, 47 волок земли. После второго раздела Речи Посполитой (1793 год) в составе Российской империи. В то же время в деревне действовала корчма. В 1800 году Петрашевичи — владение князя Доминика Радивила, в составе Минского уезда, в этом же году насчитываются 11 дворов, проживали 55 жителей, действовала мельница. В середине XIX века принадлежала помещику А. Ленскому. В 1897 году, по данным первой всероссийской переписи населения, в деревне насчитывается 32 двора, проживают 204 жителя. Деревня находилась в составе Рубежевичской волости Минского уезда Минской губернии. В 1917 году — 50 дворов, 300 жителей. 
С 9 марта 1918 года в составе провозглашённой Белорусской Народной Республики, однако фактически находилась под контролем германской военной администрации. С 1 января 1919 года в составе Советской Социалистической Республики Белоруссия, а с 27 февраля того же года в составе Литовско-Белорусской ССР, летом 1919 года деревня была занята польскими войсками, после подписания рижского мира — в составе Белорусской ССР. С 1 апреля 1921 году за 800-900 м от села прошла советско-польская государственная граница. Охрану границы здесь в 1921-1939 годы осуществлял 16-й Койдановский (Дзержинский) пограничный отряд, здесь был контрольно-пропускной пункт. 
Памятники на братских могилах советских воинов и партизан. С 20 августа 1924 года в составе Старинковского сельсовета Койдановского района Минского округа. С 15 марта 1932 года Койдановский район реогранизован в Койдановский национальный польский район, а 29 июня 1932 года — в Дзержинский национальный польский район. 31 июля 1937 года национальный район упразднён, а территория передана в состав Минского района. С 20 февраля 1938 года в составе Минской области, с 4 февраля 1939 года в восстановленном Дзержинском районе. В 1926 году, по данным первой всесоюзной переписи населения, в Петрашевичах насчитываются 55 двора, проживают 360 жителей. В годы коллективизации был организован колхоз «Красный Запад», который обслуживала Койдановская МТС, работала кузница и водяная мельница. 
В Великую Отечественную войну с 28 июля 1941 года до 7 июля 1944 года деревня была оккупирована немецко-фашистскими захватчиками, за время войны деревня потеряла 17 сельчан, 12 из них были убиты немецкими оккупантами. В 1960 году деревня была передана из состава Старинковского сельсовета в состав Боровского сельсовета, в Телешевичах проживали 231 житель. Входила в колхоз имени Горького (центр — д. Боровое). По состоянию на 2009 год в составе ОАО «Дзержинскрайагросервис», ранее действовали продуктовый магазин и начальная школа. 30 октября 2009 года деревня Великое Село была передана из состава упразднённого Старинковского сельсовета в состав Боровского сельсовета.

## Население
| Численность населения (по годам) | Численность населения (по годам) | Численность населения (по годам) | Численность населения (по годам) | Численность населения (по годам) | Численность населения (по годам) | Численность населения (по годам) |
| 1800                             | 1897                             | 1909                             | 1917                             | 1926                             | 1960                             | 1999                             |
| -------------------------------- | -------------------------------- | -------------------------------- | -------------------------------- | -------------------------------- | -------------------------------- | -------------------------------- |
| 55                               | ↗204                             | ↗271                             | ↗300                             | ↗360                             | ↘231                             | ↘97                              |
| 2004                             | 2010                             | 2017                             | 2018                             | 2020                             | 2022                             |                                  |
| ↘87                              | ↘48                              | ↘47                              | ↘43                              | ↘42                              | ↘39                              |                                  |